# Fabrice Baron
Pour les articles homonymes, voir Baron.
Fabrice Baron est un footballeur français né le 1er août 1974 à Dunkerque (Nord). Il mesure 1,76 m. 
Il a évolué comme défenseur à Calais. Avec ce club, il a été finaliste de la Coupe de France en 2000. Lors de cette saison historique, il était alors emploi jeune au club.

## Carrière de joueur
- 1999-2008 : Calais RUFC
- 2008-2009 : US Gravelines Foot[1]

## Palmarès
- Finaliste de la Coupe de France en 2000 avec le Calais RUFC